# Phố Tràng Tiền

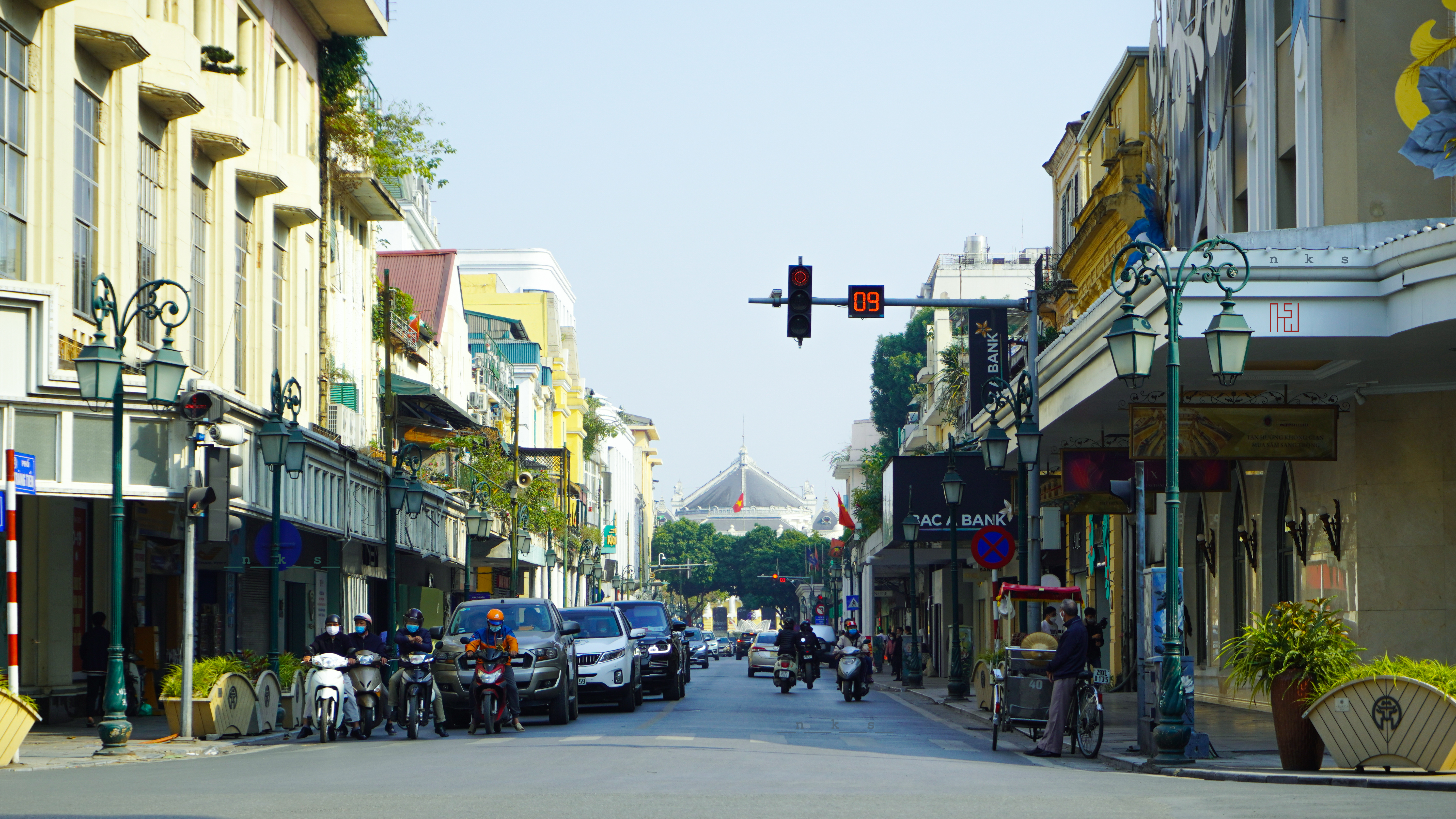
Phố Tràng Tiền ngày nay

Tràng Tiền (場錢) là con phố nổi tiếng của Hà Nội, Việt Nam. Phố Tràng Tiền nằm ở khu trung tâm, có từ lâu đời, chạy từ đông sang tây. Thời thuộc Pháp phố này có tên là Rue Paul Bert, đặt tên theo Thống sứ Bắc kỳ Paul Bert. Phố Tràng Tiền bắt đầu từ khu vực Hồ Hoàn Kiếm ở phía tây, nối với phố Hàng Khay, còn phía đối diện, phía đông kéo dài tới Nhà hát Lớn Hà Nội. Mặc dù phố Tràng Tiền không dài nhưng nó có một vị trí khá quan trọng. Có rất nhiều hiệu sách và cửa hàng trên phố Tràng Tiền. Phố còn nổi tiếng với kem Tràng Tiền. Một đoạn phố nối với phố Hàng Khay giờ đã trở thành khu phố đi bộ vào tối thứ bảy đến chủ nhật.

## Lịch sử
Phố Tràng Tiền xưa kia là một con đường dài, phía tây giáp phủ Chúa Trịnh, phía đông giáp với cửa ô Tây Long, tức là Nhà hát Lớn Hà Nội ngày nay, thông ra căn cứ Đồn Thủy và bến sông Hồng. Đường này đi qua đất của ba thôn Tây Long, Thạch Tần, Cựu Lâu, thuộc tổng Phúc Lâm (Hữu Túc), huyện Thọ Xương cũ. Khoảng năm 1808, một xưởng đúc tiền được vua Gia Long nhà Nguyễn cho lập ra ở đây, tên chữ là Bảo Tuyền Cục, dân quen gọi là Tràng Tiền. Phố ngày nay thuộc phường Tràng Tiền, quận Hoàn Kiếm.

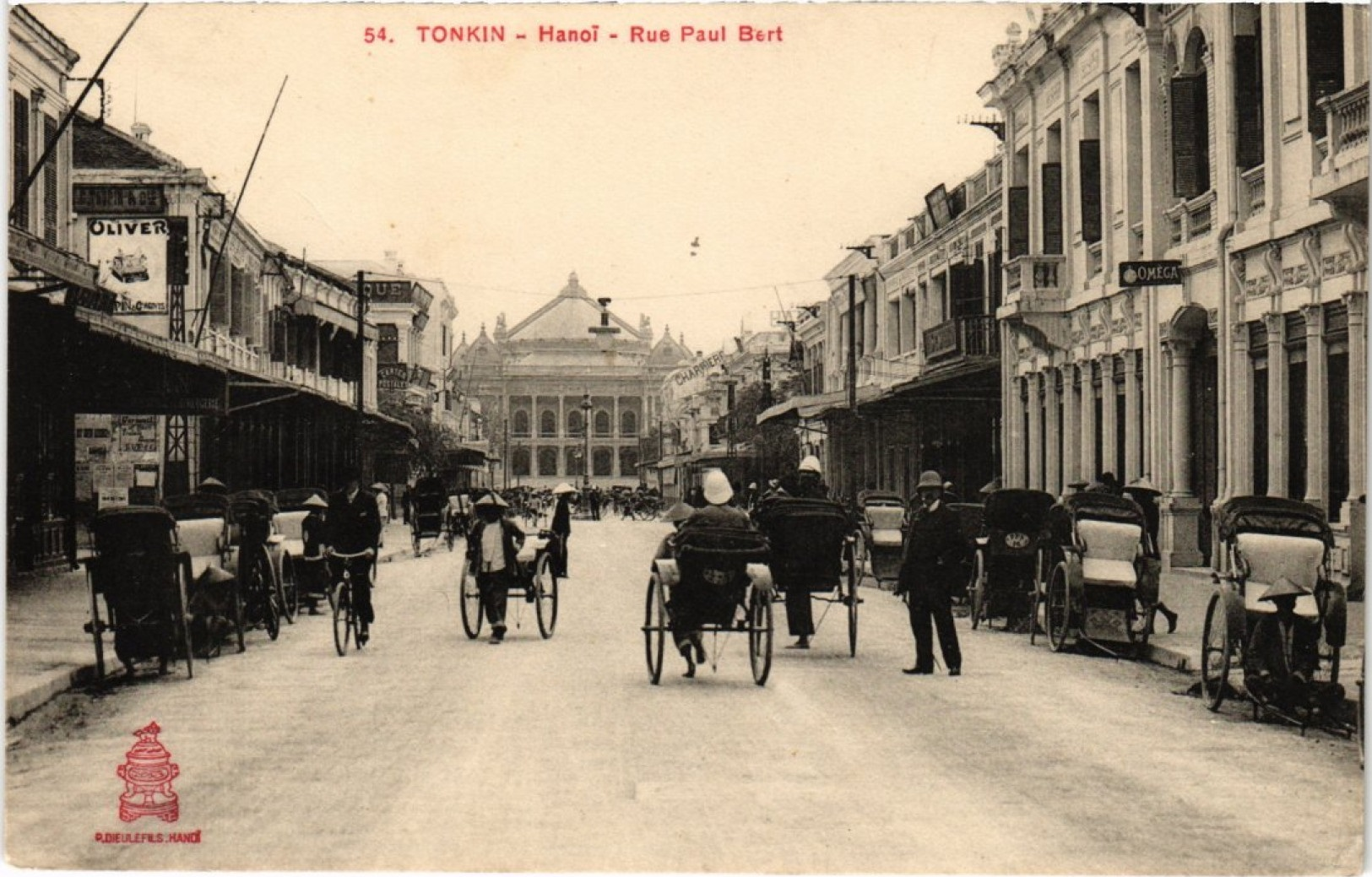
Phố Tràng Tiền thời Pháp thuộc, đầu thế kỷ 20

Garage Boillot xây năm 1900 tại số 3 Tràng Tiền
Ngày ngày 20 tháng 11 năm 1873 Francis Garnier chỉ huy quân Pháp đánh chiếm thành Hà Nội lần thứ nhất. Sau đó thì dải đất dọc đê sông Hồng dài khoảng 1 km từ chỗ Bảo tàng Lịch sử trở xuống Viện Quân y 108 đã bị triều đình Huế cắt làm khu nhượng địa Đồn Thủy. Pháp xây doanh trại và bệnh xá trong khu này cùng một chiếc cổng ở chỗ Nhà hát Lớn bây giờ, đặt tên là Porte de France (Cổng Pháp quốc).

Tòa nhà Lacaze và Godard đều xây lại vào thập kỷ 1920
Chiếm xong toàn thành Hà Nội (1882), chính quyền thực dân lập quy hoạch đô thị, lấp sông Tô Lịch, phá chùa Báo Ân, xây công sở và chia lô bán đất cho người giàu. Các phố Tây nhanh chóng hình thành và lối sống Pháp cũng thế. Năm 1885, riêng từ cổng Pháp Quốc đến hết phố Hàng Khay đã có 6 quán cà phê, trong khi từ đường kính, bơ sữa cho tới...nước đá (!) vẫn còn phải nhập khẩu.

## Đặc điểm và vị trí

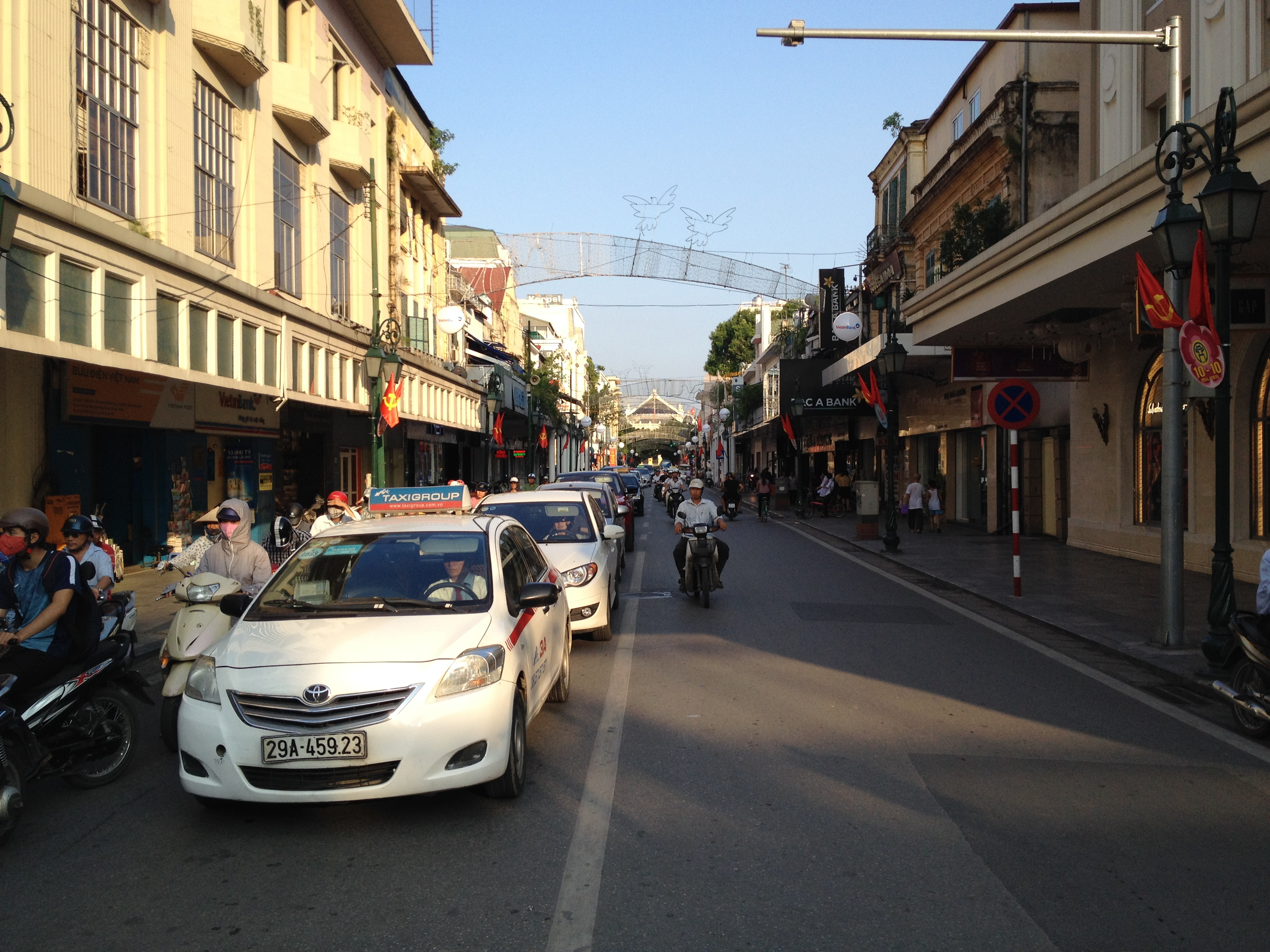

Phố Tràng Tiền nằm theo hướng đông - tây, kéo dài từ đầu hồ Gươm, chỗ phố Hàng Khay, cho tới nhà hát Lớn Hà Nội. Đoạn giữa cắt với phố Tràng Tiền là phố Ngô Quyền và phố Nguyễn Xí. Đây là một con phố tuy ngắn nhưng quan trọng. Hai bên phố có nhiều hiệu sách, cửa hàng,... Phố Nguyễn Xí cạnh đó là nơi có các nhà sách tư nhân hạ giá. Phố Tràng Tiền còn nổi tiếng có kem Tràng Tiền với lịch sử trên 50 năm đến nay vẫn tồn tại và luôn là một điểm đến để thưởng thức của người dân Hà Nội và cả nước.

## Các tuyến xe buýt chạy qua
- Tuyến 02, 35, 40, 49: từ Nhà hát Lớn đến Trần Khánh Dư
- Tuyến 34: từ Trần Quang Khải đến Ngô Quyền